# Peter Schumann
Pour les articles homonymes, voir Schumann.
Peter Schumann, né en 1934 à Lüben en Silésie, est le fondateur du Bread and Puppet Theatre, théâtre de rue engagé, avec marionnettes géantes. Il fait aussi de la sculpture, de la danse et de la peinture. Le Bread and Puppet Theatre tire son nom d'une coutume de la compagnie : avant chaque spectacle, les acteurs distribuent du pain aux spectateurs parce que le théâtre est aussi indispensable que le pain selon Peter Schumann, qui utilise exactement la recette du pain que sa mère faisait.
Installé dans le Vermont, d’abord, puis à New York le Bread and Puppet est présent dans divers combats politiques : le mouvement des Black Panthers, les manifestations contre la guerre américaine au Viêt Nam, et plus récemment contre l'administration de George W. Bush, et le mur élevé en Israël sur le territoire palestinien, ce qui a provoqué de vives réactions au sein de la communauté juive américaine.

## Débuts de l'artiste
Après avoir étudié la sculpture à l’école d’art de Hanovre, en Allemagne, puis à l’Académie d'arts de Berlin, Peter Schumann réalise, vers 1956, des sculptures, des masques avec des matériaux rudimentaires. Il apprend aussi  le violon. Il voudrait créer une sorte de danse de couleurs en se référant au dadaïste Kurt Schwitters, un « théâtre total » qu’il expérimente dans plusieurs pays d’Europe, notamment en France, dans un village abandonné près de Sisteron. De retour à Munich, il forme le Groupe de la Nouvelle Danse et présente son premier spectacle, essentiellement dans le universités. Mais c’est lorsqu’il assiste à un concert de John Cage qu’il décide de partir aux États-Unis. Il arrive à New York en 1961, travaille avec Merce Cunningham et Yvonne Rainer. 
Le premier spectacle de Schumann s’intitule Danse des Morts, il est présenté à la Judson Memorial Church en 1961. Le deuxième spectacle est déjà un manifeste, une sorte d’agitprop au bénéfice des gens de son quartier qui refusaient de payer leur loyer pour des appartements que les propriétaires laissaient s’écrouler. Ce sera Rent Strike (« la grève des loyers »), joué dans le quartier chic des propriétaires, qui ont fini par céder.

## Schumann par Schumann
Frank Jotterand a rencontré Schumann à New York en 1961 dans son appartement de l'East Village que Jotterand décrit comme un fourre-tout où s'entassent dessins d'enfants, et matériaux en tous genres puisque Schumann trouve son matériel de base dans les poubelles de New York.

« Je suis né en Allemagne en 1934, j'ai commencé par étudier la sculpture, puis de 1958 à 1960, j'ai dirigé la troupe de la Nouvelle Danse à Munich. Nous faisions des expériences sur la vitesse des mouvements, sur l'effet des sons sur les spectateurs et nous utilisions des masques et de grands environnements. En 1961, des parents de ma femme nous ont invités à New York. Pour y subsister, nous avons vendu nos billets de retour, et quand nous avons regagné l'argent nécessaire pour repartir, nous n'avions plus envie de retourner en Allemagne où il ne se passait rien du point de vue politique, tandis qu'à New York, tout nous intéressait. Notre premier spectacle a été la "danse des morts" à la Judson Memorial Church. »

## Fondation du Bread and Puppet Theatre
En 1962, Schumann quitte New York pour le Vermont où sa femme, professeur de russe, doit faire un remplacement à la Putney School. Lui-même est appelé pour enseigner l’art de la marionnette dans cette même école. C’est à partir de ce moment qu’il organise son premier spectacle (basé sur les Archétypes de la Bible et des mythes primitifs), et qu’il fonde sa troupe : The Bread and Puppet Theatre, avec des étudiants. Il crée plusieurs personnages dont il se servira ensuite pour King's story (« L’Histoire du roi ») : la tête du roi avec un bouche énorme, mais aussi les personnages de L’Histoire du monde avec lesquels il partira en tournée avec le groupe d’étudiants qui forment sa troupe. En 1963, L’Histoire du monde est jouée à la Putney school. Ensuite, Schumann met ses marionnettes dans une roulotte qu’il attache à une vieille jeep, et il repart en tournée. La roulotte est décorée de signes conviviaux à destination du public : Bye, Enjoy, Morning, Flower...
De retour à New York avec sa femme fin 1963, Schumann  s’installe avec Bruno Eckhardt (peintre allemand) et Bob Ernstthal dans un atelier au 148 Delancey street, où les rejoignent des musiciens et des marionnettistes bénévoles. Peter travaille en collaboration avec le Comité d’action indépendant pour le progrès social du Lower East Side qui lutte contre la discrimination raciale, le chômage, et pour l’amélioration des écoles. L’association, accusée de « communisme » sera dissoute par la suite et reparaîtra sous le nom de Mobilization fort Youth.

La méthode de Schumann consiste à mélanger marionnettes géantes, comédiens, et crankys (sortes de placards de bandes dessinées) ; par la suite il utilisera des collages et des montages pour ses décors. Le Bread and Puppet participe à toutes les manifestations avec des défilés imposants organisés à peu de frais avec des bénévoles et des marionnettes faites de matériaux de récupération. 

« Pour les parades, je peux trouver 30 ou 50 personnes qui travaillent pendant des semaines sans être payées. Quant aux matériaux, les poubelles de New York sont pleines de trésor. Il suffit de les ramasser. Chaque matin, en me promenant, je trouve quelque chose : des tissus, des cartons, des instruments de musique. Voilà un morceau de tuyau à gaz percé avec lequel je joue de la flûte comme Pan,. »

 Les marionnettes, toutes différentes, mesurent entre 1,50 et 3 mètres.
En 1966, la ville de New York lui demande d’organiser un spectacle pour les enfants. Ce sera Chicken Little, adaptation très libre d’un conte populaire de tradition orale : la fable de Henny-Penny, rédigée pour la première fois par l’australien Joseph Jacobs dans une compilation de contes, et dont les studios Disney se sont inspirés plus tard pour le dessin animé au titre homonyme.

## LeBreaden résidence dans une ferme

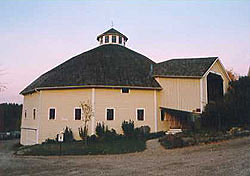
Joslin Round Barn, l'étable d'une ancienne ferme dans le Vermont.

Le Bread and Puppet se définit lui-même comme théâtre politique et art pauvre. Selon Peter Brook, « La pauvreté n’est pas un inconvénient pour le théâtre d’avant-garde, le manque d’argent n’est pas une excuse ». En 1970 le Bread and Puppet part en résidence au Goddard College dans le Vermont, où les membres de la troupe vivront en autarcie, fabriquant du pain, cultivant leurs légumes. À partir de 1974, la compagnie s’installe une ferme à Glover (Vermont). Théâtre à but non lucratif (non profit), le travail du Schumann s’inspire de plus en plus de Bertolt Brecht dont on retrouve des bribes dans les spectacles du Bread.
Outre ses spectacles, il organisait chaque année un grand rassemblement en plein air pour les familles : les circus, qui réunissent des dizaines de milliers de gens, toujours sur des thèmes politiques et contestataires. Un incident a cependant faillit interrompre tout à fait les circus. En 1998, lors d’un rassemblement, un père de famille a été tué dans un bousculade, semble-t-il. « The culmination of troubles was the death of Michael Sarazin on August 8, which makes the continuation of the event impossible. To our neighbors who know the Circus only from the traffic jams on the extended weekends, we apologize for the inconvenience. To our friends and guests we want to say: We are not going away, we will do other smaller forms of theater during the summer months here on the Bread and Puppet Farm. » (« Le plus terrible problème a été la mort de Michael Sarazin le 8 août, ce qui rend impossible la poursuite de l’évènement en l’état. Nous nous excusons auprès de nos voisins, qui ne connaissent du Bread  and Puppet que les encombrements qu’il provoque le week-end sur les routes. Nous voulons dire à nos amis et à nos invités : nous ne partirons pas, nous allons simplement réduire nos circus sous forme de théâtre, pendant l’été, ici, dans notre ferme. »)
Un musée des marionnettes du Bread and Puppet a été ouvert à Glover en 1998.